# Peuples de Warcraft
 (novembre 2009).
Si vous disposez d'ouvrages ou d'articles de référence ou si vous connaissez des sites web de qualité traitant du thème abordé ici, merci de compléter l'article en donnant les références utiles à sa vérifiabilité et en les liant à la section « Notes et références ».

Warcraft est un univers de fiction créé par la société Blizzard Entertainment, apparu pour la première fois dans le jeu vidéo Warcraft: Orcs and Humans en 1994. Par la suite, l’univers se développe à travers la sortie de plusieurs jeux vidéo ainsi que des romans, écrits entre autres par Richard A. Knaak.
L’univers, de type fantastique, est habité par de nombreux peuples, appelés improprement « races », doués d’intelligence. Ci-après sont listés les différents peuples et espèces de la série du monde de Warcraft.

## Peuples de l'Alliance
L’Alliance est composée :
- des Humains (principalement du royaume d'Hurlevent mais également de Stromgarde et de Gilnéas) ;
- des Elfes de la nuit
- des Nains (des trois clans principaux, Barbe-de-Bronze, Sombrefer et Marteau-hardi depuis la mise en place du Conseil des Trois Marteaux) ;
- des Gnomes ;
- des Draeneï ;
- des Worgens ;
- des quelques Hauts-elfes n’ayant pas tourné le dos à l’Alliance ;
- de quelques tribus Furbolgs, notamment les Calmepins de Brume-azur ;
- des Nains-de-Givre ou Givre-nés de Norfendre ;
- des Pandarens Tushui ;
- des Mécagnomes ;
- des Draeneï Sancteforge
- des Elfes du vide
- des Kultirassiens
- des Jinyu de Pandarie.

### Humains
Les Humains sont des humanoïdes de taille moyenne, descendants des Vrykul, une race de semi-géants de Norfendre, qui se sont installés sur une grande partie du continent d'Azeroth. Arathor fut le premier homme a rassembler tous les Humains sous une seule et même bannière, formant ainsi la nation qui porta son nom dans les Hautes-terres d'Arathi. C'est à l'époque du royaume d'Arathor que les premiers contacts entre Humains et Hauts-Elfes de Quel'thalas se firent. Au fur et à mesure, les Humains commencèrent à coloniser plus largement le continent d'Azeroth et en particulier Lordaeron, en conséquence de quoi l'unité de la nation humaine fut perdu. À la suite de différents mouvements de colonisation et d'établissement, sept royaumes émergèrent de l'ancien royaume d'Arathor.
Le royaume de Stromgarde, héritier du royaume d'Arathor dans les Hautes-terres d'Arathi.
Le royaume de Hurlevent, le plus puissant et prospère des royaumes aujourd'hui, installé dans le Sud d’Azeroth, dans la Forêt d’Elwynn et ses régions environnantes.
Le royaume de Lordaeron qui occupe une grande partie du nord-est de la région à laquelle il donne son nom, autrefois un des plus puissants royaumes, aujourd'hui la patrie des Réprouvés à la suite de la Troisième Guerre.
Le royaume d’Alterac, un des royaumes parmi les plus petits et les plus faibles qui tire son nom des montagnes dans lesquelles il s'est installé et qui constituent une grande partie de son territoire. La déchéance de ce royaume à la suite de sa trahison durant la Deuxième Guerre s'est poursuivie jusqu'à aujourd'hui.
Le royaume de Gilnéas, situé sur la péninsule du même nom et sur la partie la plus au sud de la Forêt des Pins Argentés, fut pendant longtemps épargné par la guerre et ses conséquences en adoptant notamment une politique isolationniste. À la suite d'une malédiction, une grande partie de sa population s'est transformée en Worgens.
Le royaume de Dalaran, la cité des mages gouverné par le Kirin Tor. À la suite de sa destruction durant la Troisième Guerre, la cité fut reconstruite entourée d'un immense bouclier arcanique dans le but de la protéger et fut après cela, transportée dans le ciel de Norfendre dans la Forêt du Chant de Cristal.
Le royaume de Kul’Tiras, la plus puissante nation maritime dominante en Azeroth. Durement écrasée lors de la deuxième guerre, elle fait désormais partie (à nouveau) de l'Alliance, et Jaina Portvaillant en est l'Amiral Suprême.

### Elfes de la nuit
Les Elfes de la nuit sont l'une des races jouables de l'alliance, ils sont grands et athlétiques avec des oreilles pointues. Grâce à une musculature développée, leur force est légèrement supérieure à celle de leurs alliés. Ils tiraient jadis leur immortalité de l’Arbre-Monde mais devinrent mortels à la suite de la bataille du mont Hyjal. Ils conservent toutefois une durée de vie très longue (jusqu'à 10 000 ans ou plus pour les plus anciens). Ils ont un teint violacé et leurs cheveux, souvent gardés longs, sont de couleurs diverses. Les femmes elfes arborent souvent des tatouages faciaux.
Armes
Comme tous les elfes de n’importe quelle série fantastique, les Elfes de la nuit maîtrisent l’arc. Toutefois, il ne s'agit pas de l'unique arme dont ils disposent : les glaives lunaires constituent par exemple l'une de leurs autres armes de prédilection. Utilisées par l'infanterie et la cavalerie, ces armes de jet sont de grands shurikens à trois branches qui ont la particularité de revenir à leur lanceur une fois envoyées vers l'adversaire, à la manière d'un boomerang. À cela s'ajoute le fait qu'en plus des armes blanches le peuple kaldorei peut aussi compter sur le savoir druidique dispensé par ses druides, et qui permet de lancer de puissants sortilèges. Les Elfes de la nuit chevauchent des sabres-de-nuit (sortes de smilodons) ainsi que des hippogriffes afin de se déplacer plus vite. Ils ont également la capacité de se cacher en se fondant dans leur environnement mais leur camouflage sera plus efficace la nuit ou dans un endroit sombre.
Culte
Les Elfes de la nuit vénèrent la déesse de la nuit et de la lune, Elune, qui peut soigner leurs blessures par le biais de ses prêtresses.
Localisation
Les Elfes de la nuit occupent une grande partie du nord de Kalimdor, dans la forêt d’Orneval, Sombrerivage, Gangrebois, Reflet-de-Lune et Berceau-de-l’Hiver. Leur capitale est Darnassus, située sur Teldrassil, un arbre-île situé sur la côte nord-ouest de Kalimdor. Ce nouvel Arbre-Monde a été planté après la troisième guerre, et les druides de Darnassus unissent tous leurs efforts afin de le préserver.
Personnages importants
Les personnages les plus importants des Elfes de la nuit sont Tyrande Murmevent et Malfurion Hurlorage (respectivement Tyrande Whisperwind et Malfurion Stormrage dans la version anglaise de World of Warcraft). Ces deux amoureux ont réussi, avec l’aide des humains et des orcs, à vaincre l’armée de morts-vivants et de démons d’Archimonde, sauvant ainsi Azeroth, mais au prix de gros sacrifices. Tyrande est une prêtresse de la lune et une excellente cheffe de guerre et Malfurion est considéré comme le meilleur druide qui n’ait jamais existé .Quand les Elfes de la nuit se sont installés à Teldrassil et qu’ils ont commencé à bâtir un nouvel Arbre-Monde, Malfurion n’a pas accepté le fait que la nature permette un acte aussi égoïste (l’élaboration de cet arbre étant dans le but de retrouver l’immortalité). Mais alors qu’il était dans le Rêve d’Émeraude (une autre dimension dans laquelle les druides, afin de ne plus utiliser la magie, se sont mis en état d’hibernation), son corps a disparu et on ignore où il est. Quant à Tyrande, elle est devenue la dirigeante des elfes de la nuit et veille à la reconstruction de son peuple.
Illidan Stormrage, le frère de Malfurion est chasseur de démons et peu apprécié des elfes de la nuit parce qu’il a trahi ces derniers durant la première invasion de la Légion Ardente, ce qui lui a valu grand nombre de sacrifices, Archimonde, l’Érédar, fut tué par les puissances de l’Arbre-Monde, causant ainsi la chute de la Légion Ardente et la victoire des humains, des elfes de la nuit et des orcs.
Langue
Le Darnassien est la langue des elfes de la nuit. Voici quelques mots couramment employés par cette race :
- Ande’thorasethil. (pour faire ses adieux) ;
- Andu-falah-dor! (cri de guerre) ;
- Ash karath! (exécution) ;
- Fandu toribas! (pour défier un ennemi) ;
- Fandu-dath-belore? (qui va là ?) ;
- Elune-adore (salutation) ;
- Ishnu-alah (salutation courante) ;
- Ishnu-dal-dieb (salutation courante) ;
- shan’do (maître honoré) ;
- thero’shan (disciple honoré).

### Nains
Les Nains de Khaz Modan ont exploité les richesses des montagnes des pics enneigés de Dun Morogh, mais cette prospérité n’était pas à long terme car la mort du Roi Anvilmar plongea les nains dans une guerre civile. Plus connue sous le nom de la guerre des Trois Marteaux. Trois des clans les plus imposants (les Sombrefer, les Marteaux-Hardis et les Barbe-de-Bronze) se firent la guerre pour avoir le contrôle total du territoire du roi défunt. Finalement, le clan Barbe-de-Bronze vainc les deux camps et devient le clan dominant.
Après de nombreuses fouilles archéologiques, il semblerait que leur race soit issue de la création même des Titans lorsque le monde était jeune. La Ligue des explorateurs continue de chercher d’autres preuves. Ainsi on croise beaucoup de nains à travers le monde, et plus ceux-ci découvrent des bribes de leur passé, plus leur influence et leur puissance devient grande. Forgefer fait donc office de Capitale et Pilier de l’Alliance.
Les nains sont des êtres de petite taille 1,20 m a 1,50 m mais en revanche leur force et leur ténacité dépasse leur petite taille (une force se situant entre celle des humains et celle des elfes).
Clans
Il existe plusieurs « clans » de nains :
- les nains Barbe-de-Bronze en anglais : Bronzebeard : les plus puissants, leur capitale est Forgefer, en anglais : Ironforge ;
- les nains de Sombrefer en anglais : Dark Iron dwarves : dirigés par Thaurissan, sombres et vicieux, dont le quartier général se situe au Mont Rochenoire en anglais : Blackrock Mountain ;
- les Marteaux-Hardis en anglais : Wildhammer : dirigés par le Thane Falstad Marteau-Hardi, ils ont joué un grand rôle dans l’Histoire et sont les meilleurs dresseurs et chevaucheurs de Griffons. Ils sont amis de l’Alliance ou du moins n’ont pas de mauvaises relations avec ;
- les Foudrepiques en anglais : Stormpike Guard : dirigés par Vanndaar Foudrepique en anglais : Vanndar Stormpike, ceux-ci mènent sans relâche des opérations militaires dans la vallée d’Alterac.

Depuis peu les nains sont dirigés par le conseil des trois constituant un dirigeant parmi les clans Marteau-hardi, Barbe de bronze dirigé par le frère de l'ancien roi de Forgefer Magni, Muradin barde de bronze, et Sombrefer dirigé par l'épouse de l'ancien roi des sombrefer Thaurissan, Moira (fille de l'ancien roi de Forgefer Magni). Le conseil des trois dirige Forgefer en attendant que le fils de Moira et Thaurissan soit en âge de régner.

### Gnomes
Les Gnomes sont spécialisés dans la technologie et la magie. Les gnomes sont très petits (les plus petits personnages jouables du MMORPG World of Warcraft), leur tête est très volumineuse par rapport à leur corps. À la suite des radiations de leurs multiples expériences, il n’est pas rare de croiser un gnome à la pilosité et à la peau verte ou rose.
Culture
Leur cerveau en perpétuelle ébullition leur a permis d’inventer des engins de très haute technologie, d’ailleurs ceux-ci sont en concurrence avec la technologie gobeline qui cependant n’arrive pas au niveau de finesse de la technologie Gnome. Il semble que les gnomes, souvent déjantés, gardent un fort sentiment patriotique envers Gnomeregan, leur ancienne capitale.
Histoire
Les Gnomes faisaient partie de l’Alliance durant la Seconde Guerre mais ils refusèrent d’envoyer troupes et pilotes sur le front, au grand dam des humains et des nains. Mais ces derniers se sont aperçus peu après que les gnomes combattaient seuls une grave menace… l’invasion de leur propre capitale, la techno-cité de Gnomeregan. Les gnomes combattirent vaillamment, mais les envahisseurs, des Troggs, gagnèrent du terrain. Les gnomes mirent au point un gaz censé tuer ou du moins affaiblir les Troggs, cela marcha quelques jours… mais la médaille eut un revers : le gaz eut pour effet de transformer les derniers gnomes en gnomes lépreux, belliqueux souhaitant la mort de tout ce qui est non-gnome affecté. Cette guerre vit la disparition de la moitié de la population. Les Gnomes survivants se réfugièrent chez leurs voisins et amis Nains dans leur capitale creusée dans les hautes montagnes enneigées de Dun Morogh : Forgefer. Depuis leurs quartiers de Forgefer ils lancent diverses opérations sur Gnomeregan, toujours sous le contrôle des gnomes lépreux et des Troggs, avec cette fois-ci l’aide de l’Alliance.

### Draeneï
Les Draeneï sont des humanoïdes d'assez grande taille, de 2,35 m environ. Ils représentent tous les Érédars qui ont fui avec Velen en allant sur Draenor. Leur couleur de peau varie : elle peut aller du bleu pâle au violet sombre. Leurs jambes s'articulent en trois parties distinctes terminées par des sabots de la même manière que les Taurens. Ils possèdent également des appendices faciaux et des cornes, ces dernières étant souvent plus importantes chez les femmes.
Ils possèdent une très grande longévité allant jusqu’à plusieurs milliers d’années.
Histoire
Il y a environ vingt-cinq mille ans, la race des Érédars prospérait sur le monde d’Argus. Ils étaient extrêmement intelligents et avaient une affinité naturelle pour la magie sous toutes ses formes. En utilisant leurs pouvoirs, ils développèrent une société vaste et merveilleuse ce qui, malheureusement, attira l’attention de Sargeras, le Destructeur de Mondes. En pleine Croisade Ardente pour éradiquer toute vie du cosmos, il trouva dans la puissante race des Érédars une aide précieuse pour diriger l’énorme armée démoniaque qu’il voulait fonder. Ainsi, il entra en contact avec trois des plus grands chefs Érédars : Kil’jaeden, Archimonde et Velen. En échange de leur fidélité, Sargeras offrit aux Érédars la connaissance et une puissance incomparable. Bien que l’offre était très tentante, Velen eu une vision de l’avenir qui le remplit d’effroi : Sargeras respecterait son offre, mais les Érédars seraient transformés en démons. Il s’empressa d’avertir Kil’jaeden et Archimonde, mais ils écartèrent ses soucis et, séduits par les promesses de Sargeras, ils lui firent allégeance et furent transformés en démons extrêmement puissants. Devant la force et le pouvoir de Sargeras, Velen était désemparé et désespéré. C'est à ce moment qu'un être vint à lui et lui expliqua qu’il était un Naaru, une race dont la magie pouvait stopper la Croisade Ardente. Le Naaru offrit la sécurité à Velen et aux Érédars qui voudraient le suivre. Il les aida à fuir Argus à bord de l'Oshu'gun, un vaisseau dimensionnel qui après un long voyage, s'écrasa sur le monde de Draenor. Les Érédars qui avait suivi Velen dans sa fuite se renommèrent Draeneï ("les exilés"). Ils nommèrent la planète où ils se réfugièrent, Draenor, d'après leur nom et ils y vécurent paisiblement avec les natifs orcs pendant de nombreuses années.
Finalement rattrapés par les Érédars, anciens compagnons faisant maintenant partie de la Légion Ardente, les Draeneï subirent de plein fouet la fureur de Kil'jaeden, ancien ami de Velen. Kil'jaeden corrompit et déchaina les clans orcs de Draenor contre les Draeneï. Une fois encore Velen et son peuple choisirent de fuir leur monde ravagé par la guerre et le chaos à bord d'un nouveau vaisseau dimensionnel, l'Exodar, qui s'écrasa par la suite sur Azeroth. Dans l'extension Légion, les Dreaneï retourneront sur Argus dans le but d'en finir avec la Légion ardente, ils retrouveront d'anciens Érédars ayant survécu grâce à la lumière, les Dreaneï Sancteforge qui deviendront par la suite une race alliée de l'Alliance.
Clans
Il existe plusieurs petits clans Draeneï qui sont restés sur Draenor. Ils sont dirigés par de nombreux chefs (comme Akama) et si certains sont indépendants, d’autres sont sous les ordres d’Illidan.

### Worgens
Les Worgens sont des créatures mi-humaines mi-loups, jouables depuis l'extension Cataclysm. Il s'agit d'humains contaminés par une malédiction les ayant transformés en monstres sauvages. Ce sont les équivalents des loups-garous dans World Of Warcraft.
Histoire
La nation de Gilnéas, sous le règne de son roi Genn Grisetête, s'est coupée du monde en bâtissant une immense muraille séparant les terres gilnéennes du reste du continent. Refusant de répondre à l'appel de l'Alliance, les gilnéens se sont enfermés chez eux, alors que le Fléau mort-vivant envahissait le royaume voisin de Lordaeron.
Lorsque le Fléau se tourna vers Gilnéas, le roi Genn Grisetête convoqua l'archimage Arugal, un puissant invocateur, qui fit jaillir du néant des créatures de cauchemar, les Worgens, des humanoïdes proches du loup, qui mirent en pièces les armées du Fléau et protégèrent Gilnéas.
Quand le calme fut revenu et que les forces du Fléau s'éparpillèrent, rejoignant Arthas au Norfendre, les Worgens avaient envahi Gilnéas et la forêt des Pins Argentés qui s'étendait à ses frontières, transformant en Worgens ceux qu'ils mordaient. Pendant des années, nul ne sut ce qui se passait derrière le mur de Grisetête. Les Réprouvés de Sylvanas, qui prirent possession de Lordaeron et de la forêt des Pins Argentés, durent se battre contre les Worgens qui proliféraient. L'archimage Arugal, devenu fou, prit possession du donjon d'Ombrecroc et considérait les Worgens comme ses enfants.
Au moment du Cataclysme, plusieurs événements importants eurent lieu successivement. D'abord, Arugal fut tué, et le donjon d'Ombrecroc fut libéré de son emprise. Ensuite, les Gilnéens, qui luttaient depuis des années contre la malédiction des Worgens, perdirent une grande partie de leur territoire, d'abord au profit des Worgens, puis des Réprouvés de Sylvanas, qui souhaitaient envahir Gilnéas.
Les Elfes de la Nuit intervinrent tandis que le roi Genn et les quelques Gilnéens qui le suivaient fuyaient face à l'avancée des Réprouvés. Ils apprirent aux Gilnéens que les Worgens relâchés par Arugal étaient les survivants d'un groupe de druides combattants voués au dieu-loup Goldrinn qui avait perdu la raison et était redevenu sauvage. Les autres druides les enfermèrent dans le Rêve d'Emeraude, mais Arugal les trouva au hasard de ses recherches et arriva à les invoquer en Azeroth sans se douter de leur puissance. Les Elfes de la Nuit apprirent alors aux Worgens à canaliser et à maîtriser leur malédiction. Depuis, les Gilnéens humains et Worgens ont rejoint l'Alliance, grâce aux Elfes de la Nuit et en remerciement de leur aide face à la malédiction worgen et à l'invasion réprouvée et en reconnaissance à Hurlevent d'avoir dépêché des forces d'assaut pour reconquérir leur contrée.

### Hauts-Elfes
Histoire
À la suite de la destruction du Puits d’Éternité et de la chute de leur capitale au cœur du Maëlstrom, les survivants Quel’Dorei furent bannis de Kalimdor par les Elfes de la Nuit, et rejoignirent les rivages d’Azeroth. Libérés des lois de leurs cousins adeptes du druidisme, les Hauts-Elfes continuèrent à assouvir leur penchant pour les Arcanes. Ils fondèrent ainsi le royaume de Quel’Thalas, vénérant la lumière du Soleil, plutôt que celle de la Lune. Néanmoins, afin de garder leurs activités magiques hors du regard de la Légion, les Hauts-Elfes érigèrent des pierres runiques tout autour de leur nouveau foyer. Ils firent connaissance avec les différents peuples d’Azeroth, comme les humains, auxquels ils n’attachèrent que peu d’importance, mais à leurs frontières se dressait le puissant empire des trolls Amani, peuple indigène du nord de Lordaeron. Depuis leur rencontre, ils devinrent ennemis jurés. Les humains d’Arathor proposèrent alors leur aide, promettant d’offrir les services de son armée en échange de la formation de quelques-uns d’entre eux aux magies arcaniques. Les trolls furent dispersés, et Quel’Thalas fut englobée dans l’Alliance. Les Quel’Dorei évitèrent autant que possible de participer aux conflits, mais l’entrée des trolls dans la Horde leur fit clairement comprendre que les jours de paix de leur royaume étaient comptés. Ce n’est que lorsque la Horde menaça les frontières de Quel’Thalas et corrompit une pierre runique que la fureur des Hauts-Elfes se libéra. La menace de la Horde éliminée, les Quel’Dorei commencèrent à se renfermer sur leur royaume, reprochant à l’Alliance la perte de nombreuses forêts si chères à leurs cœurs.
Afin de satisfaire leurs besoins croissants en énergie magique, les Quel’Dorei, privés du Puits d’Éternité, en créèrent une pâle copie grâce à une fiole de son eau. Ils le baptisèrent le Puits de Soleil, irradiant  de sa magie tous les elfes à travers tout Azeroth. Grâce à cette nouvelle source, les Elfes se renforcèrent, bâtirent Lune d’Argent, leur capitale, ainsi que leur royaume, et ils ne virent pas qu’ils allaient retomber dans leurs anciennes erreurs.
Durant la Troisième Guerre, le Fléau mort-vivant assiégea Quel’Thalas afin que son champion, le chevalier de la mort Arthas Menethil pervertisse le Puits pour réanimer Kel’Thuzad. L’armée et son général, Sylvanas Coursevent en anglais : Sylvanas Windrunner, ayant été vaincus, les terres de Quel’Thalas souillées et le Puits de Soleil menaçait désormais les rares survivants. Le Prince Kael’thas Haut-Soleil revint en toute hâte et décida qu’il était nécessaire de sacrifier le Puits pour sauver son peuple. Mais les Quel’Dorei avaient longuement baigné dans ses rayons, et ils ne comprirent leur addiction à la magie que lorsque les plus faibles succombèrent sous les effets du manque. Le prince Kael’thas regroupa son peuple affaibli et les renomma les Elfes de Sang, ou Sin’Dorei, et la plupart rejoignirent la Horde par la suite, se sentant rejetés par les humains. Néanmoins certains gardèrent le titre de Hauts-Elfes et restèrent aux côtés de l’Alliance, leur soif étant tant bien que mal compensée par des postes touchant à la magie. Les Hauts-Elfes sont désormais sans réel foyer, rejetés par leur peuple à Lune d’Argent, et recueillis au sein de l’Alliance. Depuis que le naaru M'uru s'est sacrifié pour réactiver le Puits de Soleil, les Hauts-Elfes et les Elfes de Sang se sont mis d'accord pour que tous aient accès à cette nouvelle source d'énergie bénie, devenue à nouveau un lieu de pèlerinage pour la race tout entière malgré leurs divisions.

### Races alliées
À la suite de l'extension Battle for Azeroth, des races alliées ont été ajoutées, celles-ci sont au nombre de cinq pour l'Alliance à savoir, les Elfes du vide, les Draeneï sancteforge, les Nains sombrefer, les Kultirassiens et les Mécagnomes.

## Peuples de la Horde
La Horde est composée :
- des Orcs ;
- des Morts-vivants appartenant aux Réprouvés ;
- des Taurens du clan Sabot-de-sang (Bloodhoof) ;
- des Trolls des jungles de la tribu Sombrelance (Darkspear) ;
- des Gobelins du Cartel Baille-fonds[2] ;
- du clan Ogre Cognepierre ;
- d’une minorité de Trolls des forêts (ils possèdent plusieurs bases) ;
- des Elfes de Sang restés en Quel’Thalas ;
- des Taunkas en Norfendre (cousins des Taurens) ;
- des Mok’Nathals, créatures mi-ogres, mi-orcs ;
- des Mag’Har, Orcs restés en Draenor dont la peau est restée brune ;
- des Pandarens Huojin ;
- des Hozen des forêts de Pandarie ;
- des Sacrenuits, Elfes dont la peau est devenue bleu violet à cause d'une exposition intensive aux arcanes ;
- de Taurens de trois clans des îles brisées ;
- des Vulpérins, créatures mi-hommes, mi-renards du désert ;
- des Trolls du Clan Zandalari (un des clans trolls les plus puissants).

### Orcs

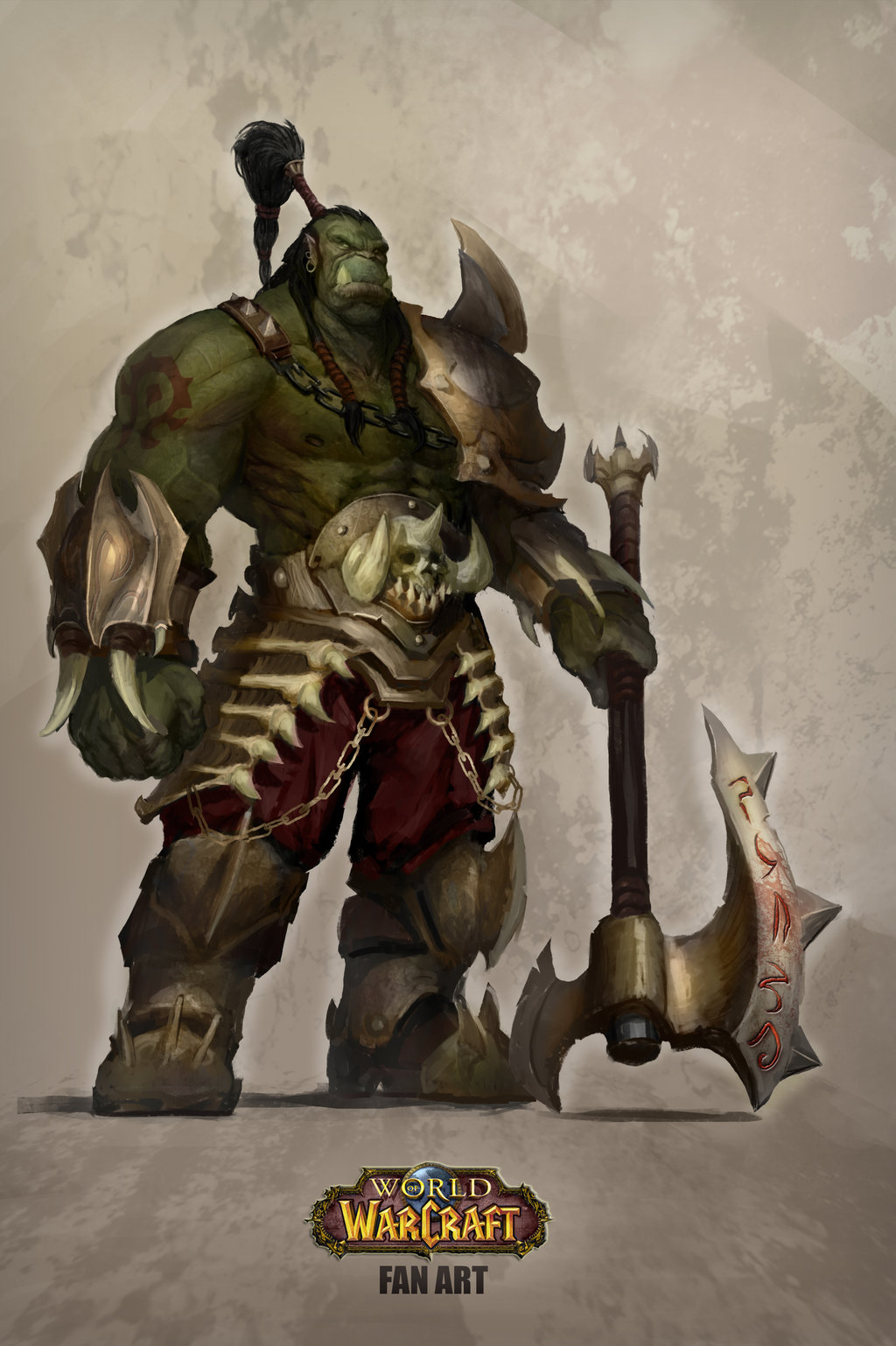
Un Orc (fan art de Lucas Salcedo).

Les Orcs ont la peau verte, parfois brune, et sont réputés pour leur dévotion au combat et à la guerre ainsi que pour leur sens de l’honneur, ils mesurent environ 2 m à 2,20 m pour 110 kg à 200 kg.

#### Origines
Dans Warcraft, les Orcs sont originaires de Draenor, nouvellement appelée l’Outreterre dans World of Warcraft: The Burning Crusade. Ils furent emmenés et soumis à l’esclavage sur Azeroth par Gul’dan, un démoniste orc qui avec l’aide de Medivh (qui était possédé par Sargeras) parvint à ouvrir la Porte des Ténèbres (dans le jeu World of Warcraft cette partie de l’histoire est jouable dans les Grottes du Temps) qui permet de passer de la Péninsule des flammes infernales en Outreterre aux Terres foudroyées en Azeroth.

#### Histoire
Lors de la Première Guerre, les Orcs détruisirent Hurlevent et les survivants fuirent vers le Royaume de Lordaeron pour continuer la guerre avec leurs alliés. Lors de la Seconde Guerre, la Horde fut définitivement vaincue par l’Alliance de Lordaeron marquant la fin de deux années de guerre.
Après cette guerre, les Orcs furent placés dans des camps et certains comme Thrall furent entraînés pour être des gladiateurs, en vérité le vrai objectif de Blackmoore était de faire de Thrall le chef d’une armée d’Orcs pour renverser l’Alliance et contrôler ainsi Azeroth. Thrall parvint à s’échapper et à rencontrer Grom Hurlenfer chef du clan Warsong puis il rencontra Drek’Thar du clan Frostwolf (Loup-de-givre) ainsi qu’Orgrim Doomhammer (Marteau-du-destin). Alors il projeta de libérer les camps de prisonniers et de libérer son peuple pour que celui-ci puisse vivre définitivement en paix. Pendant une bataille, Orgrim Doomhammer fut tué et Thrall prit le commandement de la Horde puis il rasa le camp de Durnhold. La Horde s’installa dans la région, entre les Plateaux d’Arathi et de Hillsbrad.
Peu avant le début de la Troisième Guerre, Thrall fut averti de la menace du retour de la Légion Ardente par Medivh. Thrall et la Horde ainsi que les trolls Darkspear (Sombrelance) firent voile vers le continent légendaire de Kalimdor. La Horde accosta sur Kalimdor mais après avoir été dispersés par le Maelström ils rencontrèrent les Taurens du clan de Cairne Sabot-de-sang en anglais : Cairne Bloodhoof en guerre contre les Centaures. La Horde accepta de les aider pour que les Taurens puissent les guider vers l’Oracle du Pic de Stonetalon (Pic des Serres-Rocheuses). Toutefois, un contingent d’Humains, essentiellement de Kul Tiras, menés par Jaina Portvaillant en anglais : Jaina Proudmoore accosta lui aussi sur Kalimdor pour rejoindre le même Oracle. Medivh avait aussi prévenu Jaina de rejoindre Kalimdor si elle voulait que les Humains survivent à la guerre contre la Légion Ardente. Thrall et Jaina arrivèrent en même temps à l’Oracle, alors qu’ils étaient sur le point de se battre, Medivh s’interposa et leur apprit que, s’ils voulaient survivre, ils devaient s’allier et former un seul et même front contre la Légion Ardente, ce que les deux camps acceptèrent.
Pendant ce temps, Grom Hurlenfer fut opposé aux Elfes de la Nuit dans la forêt d’Orneval en anglais : Ashenvale. En effet, les Orcs étaient en train de déboiser la forêt ce qui provoqua la colère du demi-dieu Cénarius. Pour ne pas se faire exterminer, les Orcs burent le sang de Mannoroth ce qui leur donna une force énorme et ils éliminèrent ainsi Cenarius. Toutefois, les Orcs étaient à nouveau corrompus car c’est ce même démon qui les avait réduits en esclavage et les obligea à envahir Azeroth. Thrall, en rentrant de l’Oracle, parvint à stopper la folie de Grom et à le guérir. Ce dernier apprit à Thrall que Mannoroth se trouvait dans la région de Désolace, au sud, et qu’il devait l’affronter. Durant le combat, Grom se sacrifia mais, par ce sacrifice, tous les Orcs « contaminés » étaient libérés et les Orcs ne seraient plus jamais réduits en esclavage par les démons.
Depuis la fin de la Troisième Guerre, les Orcs ont construit leur cité, Orgrimmar au nord de Durotar, région qui porte ce nom en hommage au père de Thrall, Durotan. Ils ont dû livrer une guerre avec la nouvelle nation de Theramore qui entraîna la mort de l’Amiral Daelin Portvaillant, le père de Jaina. Il fut signé une paix très fragile coupant définitivement tous les liens entre les Humains et les Orcs de Kalimdor. En même temps, Jaina prit la tête des humains de Theramore.

### Réprouvés
Liées à la volonté de fer du Roi Liche, les armées de Morts-Vivants du Fléau, cherchent à éradiquer toute vie sur Azeroth. Mené par la Banshee Sylvanas Coursevent en anglais : Sylvanas Windrunner, un groupe de renégats se forma. Connus par certains sous le nom de Réprouvés, ce groupe se bat pour conserver sa liberté vis-à-vis du Fléau mais également pour se défendre face à ceux qui les traquent. Avec Sylvanas, leur reine Banshee, les Réprouvés ont pris possession de la forteresse ténébreuse (Fossoyeuse ou (en)Undercity) sous les ruines de l’ancienne capitale de Lordaeron. Cette ville cachée forme un labyrinthe tentaculaire sous les forêts hantées des Clairières de Tirisfal. Bien que cette terre soit maudite, les Humains fanatiques de la Croisade écarlate sont restés attachés à ce qu’il reste de leurs possessions, obsédés par l’éradication des Morts-Vivants et la récupération de leur territoire. Convaincus que les races primitives de la Horde pourraient les aider à atteindre leur but, les Réprouvés ont conclu un semblant d’alliance. N’entretenant aucune loyauté envers leurs nouveaux alliés, ils emploient tous les moyens pour parvenir à leurs fins. Harcelés par le Fléau, dirigé par Kel’Thuzad, ils réduisent peu à peu leurs ennemis Non-morts.

#### Apparitions
Les Réprouvés n’apparaissent que dans Warcraft III, World of Warcraft et leurs extensions. Ils sont cependant un atout considérable dans la lutte contre le Fléau de l’extension de World of Warcraft: Wrath of the Lich King.
Dans le jeu Warcraft III, les Réprouvés sont l’une des deux factions de la race des morts-vivants avec le Fléau. Ce n’est que dans la campagne des morts-vivants de l’extension The Frozen Throne qu’ils font leur réelle apparition.
Dans le MMORPG World of Warcraft, les Réprouvés sont une race jouable appartenant à la Horde. Ils peuvent exercer les classes de guerrier, de mage, de prêtre, de voleur, de démoniste et de chasseur dans l’extension Cataclysm. Le point de départ des joueurs Réprouvés se situe dans les sombres clairières de Tirisfal, au nord-ouest de leur capitale, Fossoyeuse en anglais : Undercity, dans une zone nommée le Glas.

### Taurens
Autrefois nomades, les Taurens vivent actuellement au cœur des plaines de Kalimdor, dans une région nommée Mulgore. Le peuple Tauren ou shu'halo dans leur langue natale, le Taurahe, est un peuple paisible et tranquille, resté ancré dans des traditions ancestrales de culte de la nature et de la Terre-Mère. Les Taurens sont alliés à la Horde, qu'ils ont rejoints à la suite d'une guerre contre des centaures. Plus tard, leurs lointains cousins les Taunkas vont les rejoindre en Norfendre pour combattre le fléau.
L’apparence des Taurens se compare à celle du minotaure de la mythologie grecque ; ils sont aussi la race la plus forte du jeu (2,80 m à 3,10 m pour 300 kg à 500 kg) mi-homme mi-taureau, ils possèdent donc une carrure solide des jambes puissantes munies de sabots et recouvertes d’une fourrure épaisse. Le haut de leur corps est d’apparence humaine quoique très musclée et poilue. Leur visage comporte en son centre des naseaux de bovin souvent ornés d’un anneau. Cependant, c’est ici que s’arrête leur ressemblance avec leur modèle légendaire. Contrairement au Minotaure, leur comportement est tout à fait paisible. Par ailleurs, sur Azeroth la naissance de ce peuple n’est pas due à un croisement entre humain et bovin mais plutôt à l’évolution, ainsi ils possèdent de véritables mains sur leurs membres antérieurs leur permettant de bâtir, chasser, tenir des armes, etc. Cette évolution, comparé aux bovidés, leur a permis de fonder une puissante civilisation. En outre, de par leur posture debout, leur tête est légèrement rentrée dans leur torse, ne laissant pas ou très peu apparaître leur cou.
Il existe aussi une nette différence entre mâle et femelle. La taille, la carrure et les cornes des femelles sont plus petites que celle des mâles. Elles se différencient également par la présence de mamelles. Néanmoins, l’évolution a fait que les femelles Taurens ont une poitrine ressemblant davantage à des seins qu’à des pis bovins.

#### Histoire
L’histoire du peuple Tauren s’inscrit dans le cadre de Warcraft III d’où il fait sa première apparition. Pendant que la Légion et le Fléau commençaient à ravager les royaumes de l’est vivait, bien loin de là, sur une terre sauvage appelée Kalimdor un peuple nommé Tauren. Il était si ancien que bien qu’étant une des premières races d’Azeroth son existence même avait été oubliée. Il s’agissait d’un peuple nomade, à l’allure fière, qui vivait replié sur lui-même depuis des millénaires. Les Taurens n’eurent aucune influence sur les différents évènements survenus sur Azeroth depuis lors. En fait, leur principale préoccupation était de vivre libres sur leur terre en dépit des guerres incessantes faces aux centaures, ayant eu pour effet de mener à la séparation des tribus. Les Taurens eurent malgré cela une histoire tout de même riche au cours du temps, ayant traversé les âges par le biais de la tradition orale.
Le druidisme fut enseigné en premier aux Taurens par Cenarius lui-même. À son départ, les Taurens oublièrent le druidisme et ce sont les Elfes de la Nuit, à leur tour enseignés par Cenarius qui réapprirent aux Taurens l’art oublié du druidisme.

#### Apparitions
Les Taurens font leur première apparition dans War of the Ancients Trilogy alors qu’il luttent aux côtés des Elfes de la Nuit et des Nains pour la survie de Kalimdor lors de la première invasion de la Légion Ardente.
Dans le jeu Warcraft III, les Taurens sont affiliés aux Orcs, on ne peut pas les prendre seuls. Pour les avoir, il faut nécessairement prendre la race Orcs, le joueur pourra alors créer des unités Tauren, ainsi que le héros Chef-Tauren. L’extension Warcraft III: The Frozen Throne donne également accès à une seconde unité Tauren : l’Esprit Marcheur.
Dans le MMORPG World of Warcraft, les Taurens sont une race jouable appartenant à la Horde. Ils peuvent exercer les classes de guerrier, de druide, de chaman et de chasseur et le paladin depuis l’extension Cataclysm. Le point de départ des joueurs Taurens se situe dans les plaines du Mulgore, à quelques encablures de leur capitale, Piton du Tonnerre en anglais : Thunder Bluff, dans une zone nommée la Mesa de Nuage-Rouge en anglais : Redcloud Mesa.

### Trolls
L’aspect général de la race Troll se caractérise par une grande taille (2,45 m de moyenne), un poids variant entre 110 kg et 150 kg, ainsi qu’un corps athlétique et musclé, sans adiposités. Les couleurs de peau des Trolls varient. Elles s’échelonnent du vert orc, en passant par la couleur bleu des mers du sud, au turquoise, en terminant par le gris. Ils sont habiles et robustes, ont le sens de l’athlétisme et de l’acrobatie.
Dans Warcraft, les Trolls sont des créatures assez imposantes. Elles se distinguent des Orcs par leur ruse, leur force et leur magie chamanique, mais les Orcs ont une force légèrement supérieure. Cet aspect est très développé à partir de Warcraft III et dans son extension The Frozen Throne, et World of Warcraft. Dans Warcraft II, ils sont simplement axés sur les dégâts à distance, en particulier les haches de jet.

#### Culture
La société Troll est fondée sur la caste de la force. Seul peut diriger le clan le plus puissant un guerrier, un chasseur ou un sorcier-docteur (et dans la majorité des cas, c’est un sorcier-docteur). Le chef de tribu se fait nommer « Zul’jin » (en mémoire de l’ancien).
Beaucoup de Trolls sont foncièrement vils, cruels et combatifs. Ils sont à la recherche de la gloire des Empires Trolls disparus. Ils pratiquent le vaudou, puissance ancestrale, qui les a souvent conduit à appeler d’obscures forces.
Les Trolls sont une race qui contient 5 sous-espèces distinctes : les Trolls des jungles, les Trolls des sables, les Trolls des forêts, les Trolls des glaces et les Troll sombres.

#### Trolls Sombrelance
Après la 3e Guerre, lors de l’arrivée à Kalimdor, le Grand chef de guerre Thrall sauva une tribu Troll des îles de la menace d’une mystérieuse Sorcière des Mers. Cette tribu Troll portait le nom de « Troll Darkspear » (Troll sombrelance). Une fois sauvée, la tribu Sombrelance, redevable à la Horde de sa libération, devint une alliée fidèle et se lia d’amitié aux Orcs, dans un premier temps, puis par la suite au clan Tauren de Cairne Bloodhoof. Par le biais de cette nouvelle amitié, les Sombrelance se mirent à évoluer. Ils apprirent le chamanisme (une force de la nature pour laquelle ils abandonnèrent le vaudou et les forces sombres), apprirent des Orcs le sens de la camaraderie et des Taurens celui de la modération, et des deux races réunies, celui de la bonté. Les Trolls Sombrelance sont devenus une composante honorable et respectée de la Horde. Ils n’ont aucun remords à occire leurs anciens frères Trolls restés à l’état sauvage et livrés au vaudou ou à défendre leurs nouveaux amis et alliés de la Horde. Néanmoins, ils manifestent une profonde méfiance envers les Réprouvés.
Les Trolls Sombrelance n'ont aucune haine réelle envers les forces de l’Alliance. Ils sont toujours prêts à défendre leurs frères d’armes, envers lesquels ils professent une gratitude sans fin. Les Humains portent une haine assez prononcée et une méfiance accrue envers tous les Trolls, quel qu’ils soient, à cause des horreurs qu’ils subirent par les Trolls des forêts pendant la deuxième guerre.
Dans World of Warcraft, les Trolls Sombrelance sont une des 5 races de la Horde. Contrairement aux autres races de la Horde, les Trolls n’ont pas de capitale et vivent avec les Orcs. Les développeurs du jeu (Blizzard Entertainment) ont regroupé presque toutes les informations relatives à cette race dans l’univers de World of Warcraft au sein du manuel des Trolls.

### Gobelins

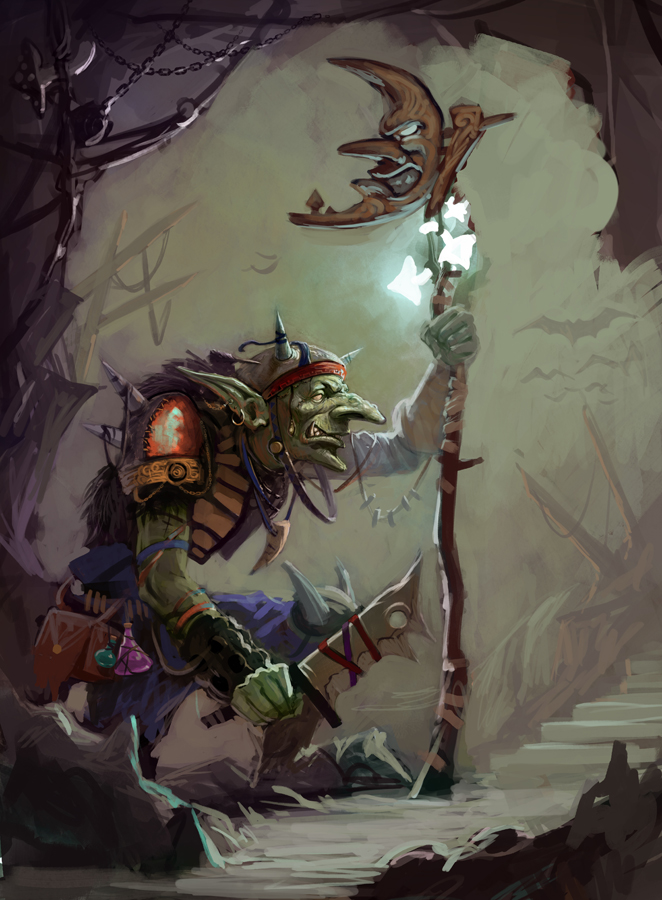
Un Gobelin, tel qu'il a été popularisé par la fantasy et les jeux de rôle (vue d'artiste d'Armandeo64).

Les Gobelins sont de petites créatures humanoïdes à la peau verte. Outre des points communs que l’on retrouve chez les Gobelins dans la majorité des autres univers heroic-fantasy, ceux-là sont connus pour être particulièrement ingénieux au même titre que leurs rivaux les Gnomes. Inventeurs d’objets dont l’efficacité n’a d’égale que la capacité à exploser, les Gobelins ont un rire caractéristique qui dévoile facilement leur avidité voire leur rapacité. En effet, ces créatures sont fortement attirées par le commerce, de façon plus ou moins honnête. Ils ont participé à la création ou fondé des villes (Gadgetzan, Long-Guet, Baie-du-Butin…) qui appartiennent au Cartel Gentepression, communauté qui regroupe des Gobelins en majorité. Certains Gobelins sont amis avec des Orcs ou d’autres races de la Horde. C’est pourquoi ils offrent volontiers leur aide pour les zeppelins. Mais certains autres ont préféré se rallier à l’Alliance. Dans l’extension du jeu Cataclysm de World of Warcraft, les Gobelins du cartel de Kezan sont une race jouable de la Horde.

### Ogres Stonemaul
Les Ogres Stonemaul sont de grands êtres brutaux, à la capacité d’élocution et à l’intelligence limitées. Souvent grisâtres, ils possèdent une ou deux têtes. Les Ogres à deux têtes sont issus des expériences du démonistes orc Gul’dan, cherchant à se créer des pions fidèles. Il y a deux classes d’Ogres Stonemaul : les Guerriers, et les Mages. Ces êtres peuplent notamment les Marécages d’Âprefange, Nagrand, les Tranchantes, etc.

### Trolls des forêts
Les Trolls des forêts sont les descendants de l’empire troll des Amani (issu de la grande tribu Zandalar), ils ont été exterminés par l’Alliance et les survivants se sont enfuis dans les forêts. Ils sont chassés par les Elfes de sang, envers lesquels ils entretiennent une haine sanglante.
Physiquement, ils ressemblent aux autres Trolls, mis à part qu’ils ont la peau verte et des défenses énormes.

### Elfes de sang
Jadis les Elfes de sang habitaient et prospéraient dans le royaume magique de Quel’thalas mais malheureusement, à leur apogée, les Elfes furent arrêtés par le fléau de Lordaeron, conduit par le maléfique chevalier de la mort Arthas, celui-ci détruisit le puits du soleil : la source magique des Elfes, afin de ressusciter le nécromancien Kel'Thuzad et détruisit au passage leur capitale : Lune-d'Argent. Privés de leur seule source d’énergie, les Hauts-elfes (renommés elfes de sang en raison du massacre de leur peuple) sont condamnés à lutter contre une dépendance de magie absolue menaçant de faire tomber les elfes dans une fin atroce. L’idée de l’anéantissement de son peuple n’était pas plausible par le jeune prince Kael’thas, désemparé, il est prêt à tout même à s’allier avec les démons et leurs chefs pour retrouver leur gloire passée. Mais ce dernier finit par être corrompu à son tour par les chefs de la Légion Ardente et revint en Quel'thalas avec l'intention d'utiliser le Puits de Soleil pour faire passer ses maîtres démoniaques mais il fut arrêté et tué par l'opération Soleil Brisé qui avait pour but justement de contrecarrer ses plans.
Depuis le Puits de Soleil a été purifié par le cœur d'un naaru qui s'est sacrifié volontairement. Aujourd'hui sous le commandement de Lorthemar'theron les fiers Elfes de Quel'thalas ont l'espoir de voir leur royaume restauré et fil du temps, que le fameux Puits guérisse peu à peu ces derniers dans leurs soif de magie. Les yeux des Elfes de Sang autrefois bleus sont devenus verts après la guerre et la destruction presque entière de leur race. Les Elfes de sang sont désormais une race jouable par la Horde depuis l’arrivée de l’extension The Burning Crusade.

### Taunkas
Les Taunkas, apparentés aux Taurens, sont des êtres calmes et très respectueux de la nature et des éléments, à l’instar de leurs cousins. Basés en Norfendre, ils ont désespérément besoin d’aide pour combattre le Fléau du Roi Liche et s’allient à la Horde. Ils peuplent les villes suivantes :
- Taunka'le (Toundra Boréenne)
- Taunka'lo (Les Pics Foudroyées)
- Camp Sabot d'Hiver (Fjord Hurlant)
- Camp Oneqwah (Les Grisonnes)

### Mag’Har
Les Mag’Har sont les Orcs restés en Draenor, dont la peau est restée brune, et non corrompue par les énergies démoniaques. En effet, selon le roman WarCraft: Rise of the Horde de Christie Golden, tous les orcs étaient à l'origine de couleur brune, et ce n'est qu'après avoir été corrompus par les démons que la plupart de ceux-ci ont vu leur peau devenir verte. Par la suite, après d'autres expositions au sang des démons, certains orcs sont devenus rouges.
On appelle ces derniers "Gangrorcs".

### Mok’Nathal
Les Mok’Nathal sont un croisement entre Ogres et Orcs, ils ont la puissances des Ogres et les aptitudes guerrières des Orcs. Les Mok’Nathal sont des guerriers solitaires qui recherchent l’essence du combat par l’imitation des animaux sauvages.

### Races alliées
De la même manière que pour l'Alliance, à la suite de l'extension Battle for Azeroth, des races alliées ont été ajoutées, celles-ci sont au nombre de cinq pour la Horde à savoir, les Sacrenuits, les Taurens de Haut-Roc, les Orcs Mag'har, les Trolls Zandalari et les Vulpérins.

## La Légion Ardente
La Légion Ardente est une armée de démons et de monstres corrompus qui cherche à détruire le monde pour en reconstruire un nouveau. Elle a été créée par Sargeras, un titan déchu, dont la lutte contre des créatures démoniaques lui a fait douter de la manière d'accomplir sa mission de mettre de l'ordre dans l'univers. Il recrute son armée, soit en échange de grands pouvoirs, soit en asservissant des peuples par la force, utilisant en général les peuples soumis pour préparer le terrain à ses invasions. Sargeras essaye désespéramment d'envahir Azeroth et, pour arriver à ses fins, transforme les orcs en êtres sanguinaires puis les envoie à Azeroth combattre les humains. Son plan échoue, mais il envoie ensuite le Fléau, l'armée de morts-vivants commandée par le Roi Liche, et tente d'envahir Azeroth. Son armée est cependant repoussée par les forces de l'Alliance et de la Horde au mont Hyjal, mais les survivants de la Légion réussissent à rouvrir le portail vers Draenor pour continuer le combat.

### Érédars
Les Érédars sont parmi les êtres les plus maléfiques et cruels de tout l’Univers. Ces Démons gigantesques, possédant d’immenses pouvoirs de Sorcellerie et de Démonologie conférés par Sargeras, ont rapidement atteint le sommet de la hiérarchie de la Légion Ardente. Les deux Généraux de la Légion Ardente depuis la mort de Sargeras, Archimonde et Kil'jaeden sont eux-mêmes Érédars. Durant la campagne du Trône de Glace (en anglais : Frozen Throne), Illidan Stormrage ainsi que ses alliés Kael’thas Haut-Soleil, Dame Vashj et Akama firent la connaissance de plusieurs Démonistes Érédars dans la Citadelle Noire de Magtheridon, dans l’Outreterre. Les Érédars aiment tout particulièrement faire souffrir leurs proies le plus longtemps possible avant de les achever. Cependant lorsque les Érédars le veulent, ils sont capables de torturer leur proie non seulement physiquement mais aussi leur détruire l’âme, ainsi Kil'jaeden détruit l’enveloppe corporelle de Ner'zhul le réduisant à un esprit torturé informe, pour lui laisser une forme concrète il l’enferma dans une prison de glace (en anglais : Frozen Throne).
Ils n’ont, cependant, pas toujours été aussi cruels. Les Érédars étaient à l’origine un peuple paisible occupant le monde d’Argus. Leur civilisation était évoluée, raffinée et versée dans la science des arcanes. Puis vint la Légion Ardente. Son chef, Sargeras, eut tôt fait de prévoir les possibilités des Érédars. En effet, leurs très grande affinité avec la magie lui permettrait de les transformer et d’en faire parmi ses meilleures troupes, voire de ses généraux — ce qui s’est d’ailleurs produit. C’est pour ces raisons que Sargeras contacta trois des Érédars les plus influents — Kil’jaeden, Archimonde et Velen. Les deux premiers acceptèrent de rejoindre la Légion en échange de pouvoirs colossaux. Velen, en revanche, comprit que tout ceci n’était qu’un piège, et que le pouvoir ne devrait pas s’obtenir par la conquête, la guerre et la malice. Il s’enfuit donc avec bon nombre d’Érédars, qui devinrent par la suite les Draeneï.

### Fléau
Le Fléau regroupe tous les morts-vivants formés par les guerriers humains, nains et elfes qui sont tombés en défendant Azeroth de l’attaque de la Légion Ardente, et qui furent ramenés à la vie par les Nécromanciens du Roi Liche. Initialement, le Roi Liche était le serviteur de Kil’jaeden, lieutenant de la Légion Ardente et des Nathrezim, mais ses pouvoirs ayant radicalement augmenté, il réussit à se défaire de l’autorité de ses maîtres. À présent, le Fléau grandit de plus en plus, chacun de ses ennemis tombé au combat venant grossir ses rangs.

### Nathrezim
Les Nathrezim sont une race de démons habitant le Néant Distordu, endroit où vivent toutes les autres créatures démoniaques de la Légion Ardente, comme les Érédars (voir Archimonde) et les Seigneurs des abîmes (voir Mannoroth). On les surnomme aussi les « Seigneurs de l’effroi » ou « Seigneurs de l’épouvante ». Ce sont des créatures à l’apparence de diables avec des ailes dans le dos, une queue et des mains énormes pourvues de griffes longues comme des bras. Certains membres de leur race sont connus, comme Tichondrius, Mal’Ganis ou encore Varimathras. Ils sont les agents de la Légion envoyée sur Azeroth par Archimonde pour surveiller le Roi Liche et préparer l’invasion du Fléau.

### Seigneurs des abîmes
Les Seigneurs des abîmes font partie des Démons de la Légion Ardente. Puissantes et cruelles créatures, ils marchent, à l’instar des Draconides, sur quatre pattes et utilisent leurs deux bras restants pour manier une arme, généralement une énorme lance. Leur dos est orné de deux ailes gigantesques, et leur bouche est emplie de crocs acérés. Souvent utilisés comme soldats d’élite par Kil’jaeden, ils restent, heureusement pour les races mortelles, peu répandus dans la Légion.

## Autres

### Titans
Venus des confins du cosmos, ces dieux de métal règnent sur l’Univers, guidés par le Panthéon, un conseil rassemblant les Titans les plus sages.
Première race à émerger du chaos originel, ils partirent à la découverte de l’univers nouvellement créé et commencèrent à façonner les mondes qu’ils rencontraient, créant océans et montagnes, vents et marées. Lors de leurs voyages, ils rencontrèrent nombre de créatures et races démoniaques dans le Néant Distordu, une dimension éthérée formée d’un chaos de magies et reliant les différents mondes (Azeroth, Draenor et Argus sont des exemples de mondes).
Le plus grand guerrier Titan, Sargeras le noble Titan de bronze en fusion, fut envoyé contrer cette menace démoniaque. Il s’acquitta de son devoir et au cours de nombreuses éternités, il traqua et détruisit les démons qu’il rencontrait. Cependant, comme les autres Titans, la notion de mal lui étant complètement étrangère, il fut incroyablement troublé lors de ses rencontres avec les Nathrezims et les Seigneurs des abîmes par la corruption et la malfaisance qu’ils répandaient. Il sombra peu à peu dans le doute et l’incertitude, se débattant contre la confusion qui le rongeait. Le désespoir accabla les sens de Sargeras, si bien qu’il perdit toute foi en sa mission et finit par remettre en cause le désir des Titans de créer un univers structuré. Il remit en cause le concept de l’Ordre lui-même, et ne voyant autour de lui que chaos et perversion, il fut convaincu qu’elles étaient les seules choses immuables de cet univers sombre et froid. Malgré les tentatives de ses frères, il abandonna définitivement leurs rangs, et partit ruminer ses idées noires et libérer sa fureur dans un endroit qui lui appartiendrait, et commença à former son armée invincible, la Légion Ardente.
Personne n’a encore jamais rencontré de véritable Titan, ce qui les rend particulièrement énigmatiques, personne ne sait notamment à quoi ils ressemblent.

### Centaures
Les légendes racontent une histoire concernant la création des Centaures. Cette race serait née de l’union entre Zaetar, un fils de Cenarius, et la Princesse Theradras. Le premier Centaure, Kolkhan, honteux de son apparence difforme, est entré dans une rage folle et a tué son père. Depuis ce jour, plusieurs clans de centaures sont apparus. Les plus connus sont les Kolkars, les Gelkis, les Magrams, les Maraudines et les Galaks.
Malgré leur impulsivité et leur agressivité, les centaures ont été contrôlés par les Elfes de la nuit jusqu’à l’arrivée de la Légion Ardente.
Les Elfes ont quitté les lieux pour leur propre survie en laissant Désolace aux mains des Centaures dont la cruauté a ravagé la région.

### Draconides
Les draconides sont des mi-humanoïdes, mi-dragons issues de vols des dragons, au nombre de cinq :
- le vol Rubis (vol rouge), aux ordres d’Alexstraza la Lieuse de Vie ;
- le vol Ambre (vol bronze), aux ordres de Nozdormu l'Intemporel ;
- le vol Émeraude (vol vert), aux ordres d’Ysera la Rêveuse ;
- le vol Azur (vol bleu), aux ordres de Malygos le Tisse-Sort ;
- le vol Sombre (vol noir), aux ordres de Neltharion le Garde-Terre (renommé Aile-de-Mort après sa chute et sa corruption par l'âme des dragons lors de la première invasion de la Lègion Ardente).

### Dryades
Les Dryades ont un corps de biche et un buste semblable à celles des Elfes de la Nuit et ont une morphologie proche de celle des Centaures. Ce sont des protectrices de la nature.
Les Dryades sont les filles de Cénarius, elles sont réputées être timides.

### Gardien du Bosquet
Les Gardiens du Bosquet, ou rarement appelés faunes sont les fils de Cenarius. Ils ont la même morphologie que les Centaures et les Dryades, car le torse d’Elfes de la nuit se termine par un corps de cerf. Ce sont des protecteurs de la nature, comme leurs sœurs Dryades.

### Gnolls
Sorte d’hommes-chiens ou hyène, les Gnolls sont une race primitive et belliqueuse sans réelle organisation ni but réel apparent. On en trouve principalement dans les zones de départ des Humains et des Réprouvés, ainsi que la zone de départ[Laquelle ?] en Norfendre.

### Harpies
Ce sont des humanoïdes, hybrides entre des femmes et des oiseaux. On en trouve en Azeroth (Mulgore, Tarides, etc.) ainsi qu’en Norfendre près de la Désolation des Dragons.
Depuis l'extension Cataclysme on peut en apercevoir au mont Hyjal.

### Hurans
Dits aussi Quillboars. Sortes d’hommes-sangliers, pouvant être vaguement comparés aux Gnolls, mais plus répandus et unis. Ils sont répartis en deux clans : Les Tranchecrins, qui semblent avoir conclu une alliance avec le Fléau dans leur forteresse de Tranchebauge, ils sont des ennemis perpétuels du clan Dos-Hirsute, moins puissant.
Ils se trouvent principalement aux Tarides, une zone de bas niveau destinée aux Orcs, Trolls et Taurens. D’après la légende, une créature divine ancienne appelée Aggamagan aurait donné vie aux Hurans. Lorsque ce dernier mourut lors d’un combat contre les dieux très anciens, son sang se répandit sur le sol, donnant naissance aux gigantesques ronces présentes dans les Tarides, et abreuvant des sangliers sauvages qui allait devenir les Hurans. Son crâne gigantesque demeure toujours non loin de l’entrée des Souilles de Tranchebauge.

### Kalu'aks
Habitent sur les rives de Norfendre. Les kalu'aks sont des morses sur deux pieds qui vivent de la pêche. Ils peuplent les villes suivantes :
- Kamagua (Fjord Hurlant) ;
- Port Moa'ki (Désolation des Dragons) ;
- Kaskala (Toundra Boréenne).

### Murlocs et Mur’guls
Les Murlocs sont des créatures bipèdes à l’apparence de batraciens au dos courbé. Ils sont apparus dans le jeu Warcraft III et ont été repris dans World of Warcraft. Les Murlocs se rencontrent toujours dans des milieux assez humides ou sur les littoraux. Les Murlocs vivent toujours en groupe et sont souvent attirés par les objets de valeur. Ils possèdent un dialecte très primaire. Les Murlocs sont capables de courir à très grande vitesse grâce à leurs pics qu’ils ont sur leur dos. Lorsqu’ils chassent leurs proies. Ils sont amphibies et se déplacent rapidement dans l’eau grâce à leurs mains palmées. Les mains des Murlocs ont trois doigts, dont un pouce opposable, ce qui leur permet de saisir objets et nourriture.
Les Murlocs sont devenus de véritables mascottes aux yeux des joueurs. L’équipe de Blizzard, par l’entremise du groupe L80ETC, leur a même consacré une chanson intitulée « I’m a Murloc ».
Les Mur’guls sont une race équivalente des Murlocs, mais ces derniers ont été réanimés par le culte des Damné (source : Wiki Warcraft: Mur’gul). Il s’agirait d’une « hybridation » car ils ont la puissance d’un Murloc mais le quotient intellectuel d’une goule.[réf. nécessaire]

### Naaru
Les Naaru sont des Dieux selon les Draeneï, qui les protègent contre la sorcellerie de la Légion Ardente. Ce sont des êtres étranges et maîtres de Shattrath, capitale de l’Outreterre. Tous pacifiques et désireux d’apporter la lumière, ils accueillent les aventuriers de toutes races et de toutes affiliations dans leur ville.

### Nagas
Les Nagas sont clairement inspirés des créatures des mythes hindous homonymes. Ils apparaissent lors de l’extension de Warcraft III : The Frozen Throne.
Les Nagas font penser aux sirènes : hybridation entre un poisson et un être humanoïde, qui se concrétise par un buste et une tête humanoïde, par une terminaison en queue de poisson ainsi que d’écailles en guise de peau. Ils disposent aussi de branchies et de nageoires qui les rendent amphibies. Tandis que les mâles se distinguent par une ossature assez imposantes et un aspect plus reptilien, les femelles sont davantage proches des elfes de la nuit de par leur carrure svelte et gracieuse, mais possède une paire de bras supplémentaire.
Histoire
Ces créatures sont les descendantes des Elfes de la nuit qui ont été engloutis lors de la destruction du premier puits d’éternité. Azshara, reine des Kaldorei, est vénéré par les Nagas, ils la nomment aussi « Impératrice ». Elles ont réduit de nombreux peuples, notamment les Mur’guls en esclavage. Elles soutiennent Illidan Stormrage dans sa quête de puissance.

### Nérubiens
Les Nérubiens sont des insectoïdes intelligents apparentés aux Qirajis du sud de Kalimdor. Avant d’être relevés en tant que morts-vivants du Fléau par le Roi Liche, ils avaient établi un énorme réseau de tunnels souterrains à travers le Norfendre depuis leur sombre royaume d’Azjol’Nérub, dirigé par Anub’arak.

### Ogres
Créatures massives, brutales et peu malignes, les Ogres sont les descendants des demi-dieux appelés Gronns. Ils vivaient en Outreterre mais lors de l’ouverture de la Porte des Ténèbres, une grande partie de ces derniers s’est installée en Azeroth, formant différents clans à travers le monde entier.

### Quel’doreis
Aussi appelés les Bien-Nés, ils étaient au début une tribu d’exilés Elfes de la Nuit aux ordres de leur reine Azshara qui s’installa sur les bords du Puits d’Éternité. Ils bâtirent une grande civilisation mais leur usage excessif de la magie, dont l’énergie était tirée du Puits, causa leur perte. Par la suite, la plupart d’entre eux se transformèrent en Nagas.

### Rohart
On en sait peu sur la race des Roharts en anglais : Tuskarrs. C’est une race humanoïde apparentée aux morses. Peuplant les rives Sud du Norfendre, ce peuple pacifique et commerçant a pour principale activité la pêche.

### Troggs
Les Troggs sont des monstres issus des mêmes ancêtres que les nains, cette ascendance commune est un des secrets découverts à Uldaman. Ils sont très primitifs et sont les adversaires des gnomes et des nains.
Les troggs ont envahi la cité gnome de Gnomeregan, qui fut jadis une instance à cinq joueurs de bas niveau visitable dans le jeu World of Warcraft. Depuis l’extension Cataclysm, Gnomeregan est retourné sous contrôle gnome. On les retrouve dans la zone désertique proche des cavernes d’Uldaman, et dans les vestiges de cette cité souterraine, ainsi qu'en Uldum, pillant les tombes ancestrales de la région.

### Vrykuls
Race de géants primitifs peuplant les terres glacées du Norfendre, les Vrykuls se rencontrent dans World of Warcraft dans plusieurs zones, comme le Fjord Hurlant, les Grisonnes ou la Couronne de Glace.
On sait qu’il s’agit en réalité des ancêtres des Humains peuplant Azeroth. Les enfants faibles, chétifs et ridiculement petits furent abandonnés par leurs parents (au lieu d’être exécutés comme l’ordonnait l’antique roi vrykul Ymiron). Ceux qui survécurent devinrent les Humains, qui plus tard colonisèrent les Royaumes de l’Est.
Dans l’extension Wrath of the Lich King, les Vrykuls sont en immense majorité des serviteurs du Roi Liche, qui leur a notamment offert de ranimer leur roi légendaire, Ymiron. Certaines parmi les vierges guerrières (femme combattante chez les Vrykules) les plus fortes et les plus fidèles au Roi Liche sont transformées par ce dernier en esprits guerrières ailées, les Val’kyrs, de puissantes mortes-vivantes aux allures d’anges ayant accès au monde des esprits.

### Val’kyrs
Les Val'kyr sont de puissantes membres du Fléau. Ce sont d'anciennes Vrykul femelles qui ont accepté de recevoir un "don" du Roi Liche. Les val'kyr peuplent la Couronne de glace, plus particulièrement les diverses cités Vrykul réparties dans la région. (source : WoWWiki)